# Летронн (лунный кратер)
Кратер Летронн (лат. Letronne) — останки большого ударного кратера на юго-западном побережье Океана Бурь на видимой стороне Луны. Название присвоено в честь французского археолога Жана Антуана Летронна (1787—1848)  и утверждено Международным астрономическим союзом в 1935 г. Образование кратера относится к раннеимбрийскому периоду.

## Описание кратера

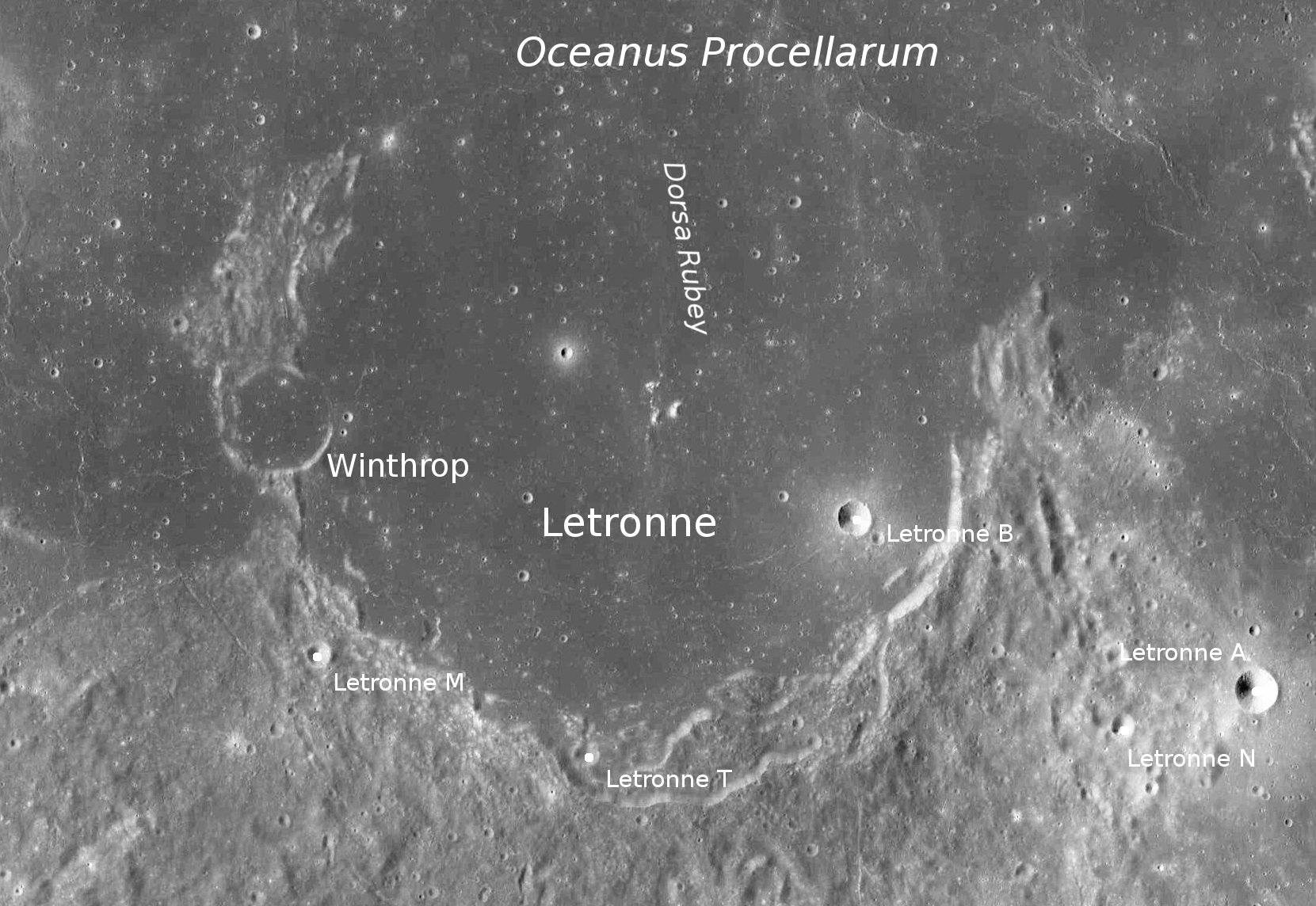
Окрестности кратера Летронн. Снимок зонда Lunar Reconnaissance Orbiter.

Ближайшими соседями кратера являются кратер Бийи на западе-юго-западе; кратер Флемстид на севере-северо-западе; кратер Вихман на северо-востоке; кратер Шееле на востоке-северо-востоке и кратер Гассенди на юге-юго-востоке. В северной части чаши кратера Летронн находятся гряды Руби; на востоке от кратера расположены гряды Юинга; на юго-востоке борозды Эригона; на юге Море Влажности; на юго-западе борозда Бийи. Селенографические координаты центра кратера 10°30′ ю. ш. 42°29′ з. д. / 10,5° ю. ш. 42,49° з. д., диаметр 117,6 км, глубина 1190 м.
Кратер Летронн имеет циркулярную форму, северная часть вала полностью разрушена, таким образом кратер образует залив Океана Бурь, западную часть вала перекрывает кратер Уинтроп, остаток восточной части вала образует широкий мыс в Океане Бурь. Высота вала в восточной части достигает 900 м. Чаша кратера затоплена темной базальтовой лавой, в центре чаши расположено четыре небольших пика, три из которых расположены в виде вершин треугольника, высота пиков достигает 200 м. В юго-восточной части чаши находится приметный чашеобразный сателлитный кратер Летронн B (см. ниже).

## Сателлитные кратеры

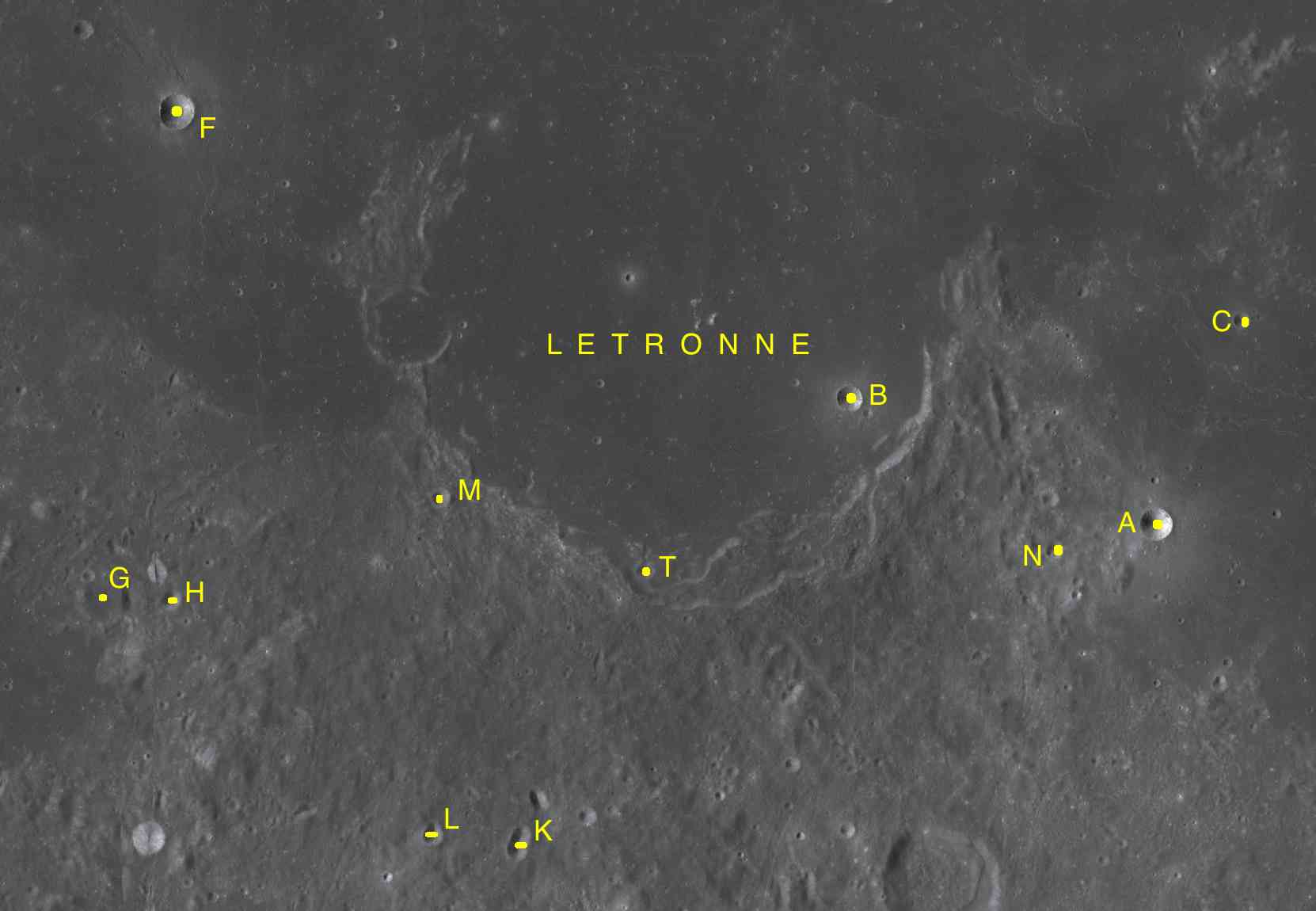
Фрагмент карты LAC-75.

| Летронн | Координаты                                            | Диаметр, км |
| ------- | ----------------------------------------------------- | ----------- |
| A       | 12°09′ ю. ш. 39°06′ з. д. / 12,15° ю. ш. 39,1° з. д.  | 7,1         |
| B       | 11°16′ ю. ш. 41°18′ з. д. / 11,27° ю. ш. 41,3° з. д.  | 5,5         |
| C       | 10°43′ ю. ш. 38°29′ з. д. / 10,71° ю. ш. 38,49° з. д. | 3,4         |
| F       | 9°14′ ю. ш. 46°08′ з. д. / 9,23° ю. ш. 46,13° з. д.   | 7,5         |
| G       | 12°41′ ю. ш. 46°38′ з. д. / 12,69° ю. ш. 46,64° з. д. | 10,1        |
| H       | 12°40′ ю. ш. 46°10′ з. д. / 12,67° ю. ш. 46,17° з. д. | 4,2         |
| K       | 14°22′ ю. ш. 43°41′ з. д. / 14,37° ю. ш. 43,69° з. д. | 7,4         |
| L       | 14°19′ ю. ш. 44°17′ з. д. / 14,32° ю. ш. 44,29° з. д. | 4,2         |
| M       | 11°58′ ю. ш. 44°14′ з. д. / 11,96° ю. ш. 44,24° з. д. | 3,9         |
| N       | 12°20′ ю. ш. 39°50′ з. д. / 12,33° ю. ш. 39,83° з. д. | 3,5         |
| T       | 12°29′ ю. ш. 42°46′ з. д. / 12,48° ю. ш. 42,77° з. д. | 3,8         |

## См.также
- Список кратеров на Луне
- Лунный кратер
- Морфологический каталог кратеров Луны
- Планетная номенклатура
- Селенография
- Минералогия Луны
- Геология Луны
- Поздняя тяжёлая бомбардировка